# Hubert Strolz
Hubert Strolz (ur. 26 czerwca 1962 w Warth) – austriacki narciarz alpejski, dwukrotny medalista olimpijski oraz zdobywca Małej Kryształowej Kuli w klasyfikacji kombinacji Pucharu Świata. Ojciec Johannesa, również narciarza alpejskiego.

## Kariera
W zawodach Pucharu Świata zadebiutował w sezonie 1980/1981. Pierwsze pucharowe punkty zdobył 28 marca 1981 roku w Laax, zajmując siódme miejsce w gigancie. Były to jego jedyne punkty w tym sezonie i ostatecznie zajął 73. miejsce w klasyfikacji generalnej. Rok później wystąpił na mistrzostwach świata w Schladming, gdzie w tej samej konkurencji zajął dziesiąte miejsce.
Pierwszy raz na podium zawodów pucharowych stanął 10 stycznia 1984 roku w Adelboden, zajmując drugie miejsce w slalomie gigancie. W zawodach tych rozdzielił na podium Ingemara Stenmarka ze Szwecji oraz Szwajcara Pirmina Zurbriggena. W sezonie 1983/1984 w pierwszej trójce uplasował się jeszcze jeden raz: 17 marca 1984 roku w Åre ponownie był drugi w gigancie. Ostatecznie sezon zakończył na 22. pozycji w klasyfikacji generalnej i szóstej w klasyfikacji giganta. W lutym 1984 roku wystąpił na igrzyskach olimpijskich w Sarajewie, gdzie był szósty w gigancie, a rywalizacji w slalomie nie ukończył. Rok później wywalczył tylko jedno pucharowe podium, zajmując drugie miejsce w gigancie 15 stycznia 1985 roku w Adelboden. W klasyfikacji giganta był dziesiąty, a w klasyfikacji generalnej zajął dopiero 36. miejsce. Wystartował także na mistrzostwach świata w Bormio w 1985 roku, lecz w swoim jedynym starcie, slalomie gigancie, nie ukończył rywalizacji.
Sezon 1985/1986 zaczął od zajęcia drugiego miejsca w gigancie 15 grudnia 1985 roku w Alta Badia. W kolejnych startach jeszcze siedmiokrotnie stawał na podium, sześć razy w gigancie i raz w supergigancie, jednak nie odniósł zwycięstwa. Po raz pierwszy w karierze stanął na podium klasyfikacji końcowej, zajmując trzecie miejsce wśród gigancistów. Wyprzedzili go jedynie Szwajcar Joël Gaspoz oraz Ingemar Stenmark. Ponadto po raz pierwszy w karierze znalazł się w najlepszej dziesiątce klasyfikacji generalnej, kończąc sezon na dziewiątej pozycji. W kolejnym sezonie osiągał słabsze wyniki, tylko dwukrotnie stając na podium. W efekcie był czwarty w klasyfikacji giganta oraz czternasty w klasyfikacji generalnej. Na przełomie stycznia i lutego 1987 roku brał udział w mistrzostwach świata w Crans-Montana. Najpierw wystartował w supergigancie, kończąc rywalizację na piątej pozycji. Dwa dni później był czwarty w gigancie, przegrywając walkę o podium z Włochem Alberto Tombą o 0,08 sekundy.
Największe sukcesy osiągnął w sezonie 1987/1988, który ukończył na trzeciej pozycji w klasyfikacji generalnej. Uplasował się wtedy za Zurbriggenem i Tombą, czwartego w klasyfikacji Günthera Madera wyprzedzając o zaledwie jeden punkt. Był ponadto drugi w klasyfikacji giganta, a w klasyfikacji kombinacji wywalczył Małą Kryształową Kulę. Na podium stawał sześciokrotnie, odnosząc przy tym swoje jedyne pucharowe zwycięstwo: 17 stycznia 1988 roku w Bad Kleinkirchheim był najlepszy w kombinacji. Wystąpił wtedy także na igrzyskach olimpijskich w Calgary, skąd wrócił z dwoma medalami. W zjeździe do kombinacji uzyskał piąty wynik, natomiast w slalomie był siódmy. Dało mu to jednak najlepszy łączny wynik i zwycięstwo z przewagą niecałych 7 punktów nad swym rodakiem, Bernhardem Gstreinem i nieco ponad 11 punktów nad Paulem Accolą ze Szwajcarii. Był to pierwszy w historii złoty medal olimpijski w tej konkurencji wywalczony przez austriackiego alpejczyka. Następnie Strolz wystąpił w supergigancie, który ukończył na czwartej pozycji. W walce o medal o 0,03 sekundy wyprzedził go Szwed Lars-Börje Eriksson. Cztery dni później wystartował w gigancie, zajmując drugie miejsce po pierwszym przejeździe, ze startą 1,14 sekundy do prowadzącego Tomby. W drugim przejeździe Austriak uzyskał najlepszy czas, nie wystarczyło to jednak do zwycięstwa. Ostatecznie zajął drugie miejsce ze stratą ponad sekundy to Tomby i z przewagą 0,98 sekundy nad Pirminem Zurbriggenem.
Podczas rozgrywanych rok później mistrzostw świata w Vail nie zdobył medalu. Najlepszy wynik uzyskał w supergigancie, który ponownie ukończył na czwartej pozycji. Tym razem w walce o podium lepszy o 0,31 sekundy okazał się Tomaž Čižman z Jugosławii. W zawodach pucharowych trzykrotnie stawał na podium, za każdym razem w innej konkurencji: 22 grudnia 1988 roku w Sankt Anton był trzeci w kombinacji, 22 stycznia 1989 roku w Wengen był trzeci w slalomie, a 9 marca 1989 roku w Shiga Kōgen zajął drugie miejsce w gigancie. Sezon 1988/1989 zakończył na dziesiątej pozycji, w klasyfikacji giganta był szósty, a w klasyfikacji zajął ósme miejsce. Nieco lepiej prezentował się w sezonie 1989/1990, w którym pięciokrotnie plasował się w najlepszej trójce. Wysokie pozycje zajmowane w gigantach, w tym trzy miejsca na podium dały mu trzecie miejsce w klasyfikacji końcowej tej konkurencji, w której wyprzedzili go jedynie Norweg Ole Kristian Furuseth oraz Günther Mader. W klasyfikacji generalnej Strolz zajął tym razem siódme miejsce.
Bez medalu wrócił również z mistrzostw świata w Saalbach-Hinterglemm w 1991 roku. Zajął tam 22. miejsce w supergigancie, a rywalizacji w gigancie i kombinacji nie ukończył. Sezon 1990/1991 był pierwszym od siedmiu lat, w którym Strolz ani razu nie stanął na podium. Jego najlepszym wynikiem w PŚ było wtedy ósme miejsce w gigancie w Kranjskiej Gorze. W klasyfikacji generalnej zajął ostatecznie 45. pozycję, co było jego najgorszym wynikiem od czasu debiutu. Do najlepszej dziesiątki powrócił w sezonie 1991/1992, który ukończył na dziewiątym miejscu. Na podium stawał cztery razy, po dwa w slalomie i kombinacji. Dało mu to dziewiąte miejsce w klasyfikacji slalomu oraz drugie w klasyfikacji kombinacji, w której zwyciężył reprezentujący Luksemburg Marc Girardelli.
Austriak startował jeszcze przez dwa kolejne sezony, uzyskując jednak słabsze rezultaty. Ostatnie pucharowe podium wywalczył 6 grudnia 1992 roku w Val d’Isère, zajmując trzecie miejsce w slalomie. Wystartował jeszcze na mistrzostwach świata w Morioce w 1993 roku, jednak ponownie nie wywalczył medalu. W gigancie był tam szósty, a w slalomie zajął czwarte miejsce, przegrywając walkę o podium ze swym rodakiem, Thomasem Stangassingerem. Wystartował także w kombinacji, jednak nie ukończył zawodów. Ostatni oficjalny występ zanotował 6 marca 1994 roku w Aspen, gdzie zajął 24. miejsce w gigancie. W 1994 roku zakończył karierę.
Łącznie 34 razy zajmował miejsca na podium w zawodach Pucharu Świata, odnosząc jednak tylko jedno zwycięstwo. Sześciokrotnie zdobywał medale mistrzostw Austrii, jednak nigdy nie zwyciężył. Był wicemistrzem w slalomie w latach 1981, 1982 i 1994, gigancie w 1985 roku, supergigancie w 1989 roku oraz kombinacji dwa lata później. Ponadto w 1996 roku otrzymał Odznakę Honorową za Zasługi dla Republiki Austrii.
Po zakończeniu kariery został dyrektorem szkoły narciarskiej w rodzinnym Warth am Arlberg.

## Osiągnięcia

### Igrzyska olimpijskie
| Miejsce | Dzień     | Rok  | Miejscowość | Konkurencja | Czas biegu  | Strata  | Zwycięzca            |
| ------- | --------- | ---- | ----------- | ----------- | ----------- | ------- | -------------------- |
| 6.      | 14 lutego | 1984 | Sarajewo    | Gigant      | 2:41,18 min | +1,53 s | Max Julen            |
| DNF     | 19 lutego | 1984 | Sarajewo    | Slalom      | 1:39,41 min | -       | Phil Mahre           |
| 1.      | 17 lutego | 1988 | Calgary     | Kombinacja  | 36,55 pkt   | -       | -                    |
| 4.      | 21 lutego | 1988 | Calgary     | Supergigant | 1:39,66 min | +1,45 s | Franck Piccard       |
| 2.      | 25 lutego | 1988 | Calgary     | Gigant      | 2:06,37 min | +1,04 s | Alberto Tomba        |
| DSQ     | 11 lutego | 1992 | Albertville | Kombinacja  | 14,58 pkt   | -       | Josef Polig          |
| 24.     | 16 lutego | 1992 | Albertville | Supergigant | 1:13,04 min | +3,32 s | Kjetil André Aamodt  |
| 9.      | 18 lutego | 1992 | Albertville | Gigant      | 2:06,98 min | +2,47 s | Alberto Tomba        |
| 13.     | 22 lutego | 1992 | Albertville | Slalom      | 1:44,39 min | +3,40 s | Finn Christian Jagge |

### Mistrzostwa świata
| Miejsce | Dzień       | Rok  | Miejscowość   | Konkurencja | Czas biegu  | Strata   | Zwycięzca           |
| ------- | ----------- | ---- | ------------- | ----------- | ----------- | -------- | ------------------- |
| 10.     | 3 lutego    | 1982 | Schladming    | Gigant      | 2:38,80 min | +2,48 s  | Steve Mahre         |
| DNF     | 7 lutego    | 1985 | Bormio        | Gigant      | 2:28,90 min | -        | Markus Wasmeier     |
| 5.      | 2 lutego    | 1987 | Crans-Montana | Supergigant | 1:19,93 min | +1,51 s  | Pirmin Zurbriggen   |
| 4.      | 4 lutego    | 1987 | Crans-Montana | Gigant      | 2:32,38 min | +0,83 s  | Pirmin Zurbriggen   |
| DNF     | 3 lutego    | 1989 | Vail          | Kombinacja  | 4,72 pkt    | -        | Marc Girardelli     |
| 4.      | 8 lutego    | 1989 | Vail          | Supergigant | 1:38,81 min | +0,68 s  | Martin Hangl        |
| DNF     | 9 lutego    | 1989 | Vail          | Gigant      | 2:37,66 min | -        | Rudolf Nierlich     |
| 22.     | 23 stycznia | 1991 | Saalbach      | Supergigant | 1:26,73 min | +3,90 s  | Stephan Eberharter  |
| 6.      | 30 stycznia | 1991 | Saalbach      | Kombinacja  | 16,28 pkt   | +28,02 s | Stephan Eberharter  |
| DNF     | 8 lutego    | 1993 | Morioka       | Kombinacja  | 34,22 pkt   | -        | Lasse Kjus          |
| 6.      | 10 lutego   | 1993 | Morioka       | Gigant      | 2:15,36 min | +2,80 s  | Kjetil André Aamodt |
| 4.      | 13 lutego   | 1993 | Morioka       | Slalom      | 1:40,33 min | +0,65 s  | Kjetil André Aamodt |

### Puchar Świata

#### Miejsca w klasyfikacji generalnej
- sezon 1980/1981: 73.
- sezon 1981/1982: 20.
- sezon 1982/1983: 39.
- sezon 1983/1984: 22.
- sezon 1984/1985: 36.
- sezon 1985/1986: 9.
- sezon 1986/1987: 14.
- sezon 1987/1988: 3.
- sezon 1988/1989: 10.
- sezon 1989/1990: 7.
- sezon 1990/1991: 45.
- sezon 1991/1992: 9.
- sezon 1992/1993: 21.
- sezon 1993/1994: 80.

#### Miejsca na podium
1. Adelboden – 10 stycznia 1984 (gigant) – 2. miejsce
2. Åre – 17 marca 1984 (gigant) – 2. miejsce
3. Adelboden – 15 stycznia 1985 (gigant) – 2. miejsce
4. Alta Badia – 15 grudnia 1985 (gigant) – 2. miejsce
5. Kranjska Gora – 20 grudnia 1985 (gigant) – 3. miejsce
6. Kranjska Gora – 3 stycznia 1986 (gigant) – 2. miejsce
7. Adelboden – 28 stycznia 1986 (gigant) – 3. miejsce
8. Morzine – 9 lutego 1986 (supergigant) – 3. miejsce
9. Hemsedal – 27 lutego 1986 (gigant) – 3. miejsce
10. Lake Placid – 18 marca 1986 (gigant) – 2. miejsce
11. Lake Placid – 19 marca 1986 (gigant) – 3. miejsce
12. Sestriere – 30 listopada 1986 (gigant) – 2. miejsce
13. Adelboden – 13 stycznia 1987 (gigant) – 3. miejsce
14. Kranjska Gora – 19 grudnia 1987 (gigant) – 3. miejsce
15. Bad Kleinkirchen – 17 stycznia 1988 (kombinacja) – 1. miejsce
16. Schladming – 30 stycznia 1988 (gigant) – 2. miejsce
17. Åre – 20 marca 1988 (kombinacja) – 3. miejsce
18. Saalbach-Hinterglemm – 24 marca 1988 (supergigant) – 2. miejsce
19. Saalbach-Hinterglemm – 26 marca 1988 (slalom) – 3. miejsce
20. Sankt Anton – 22 grudnia 1988 (kombinacja) – 3. miejsce
21. Wengen – 22 stycznia 1989 (slalom) – 3. miejsce
22. Shiga Kōgen – 9 marca 1989 (gigant) – 2. miejsce
23. Kranjska Gora – 6 stycznia 1990 (slalom) – 2. miejsce
24. Alta Badia – 14 stycznia 1990 (gigant) – 3. miejsce
25. Veysonnaz – 23 stycznia 1990 (slalom) – 2. miejsce
26. Veysonnaz – 3 marca 1990 (gigant) – 2. miejsce
27. Veysonnaz – 4 marca 1990 (slalom) – 3. miejsce
28. Garmisch-Partenkirchen – 13 stycznia 1992 (kombinacja) – 3. miejsce
29. Garmisch-Partenkirchen – 13 stycznia 1992 (slalom) – 2. miejsce
30. Kitzbühel – 19 stycznia 1992 (kombinacja) – 3. miejsce
31. Wengen – 26 stycznia 1992 (kombinacja) – 3. miejsce
32. Sestriere – 29 listopada 1992 (slalom) – 3. miejsce
33. Val d’Isère – 6 grudnia 1992 (slalom) – 3. miejsce